# 鄧鉞
鄧鉞（1475年—？），字邦靖，四川成都後衛軍籍山西襄陵縣人，明朝政治人物。

## 生平
四川鄉試第三十一名舉人。正德十二年（1517年）中式丁丑科會試第一百六十六名，登第三甲第七十名進士。户部观政，授行人司行人，升南京監察御史，卒。

## 家族
曾祖鄧大懷；祖父鄧寓；父鄧玘，母任氏。慈侍下。兄鄧欽。弟鄧镃。